# بانوی گل سرخ
بانوی گل سرخ (به انگلیسی: Lady of the Roses) ساخته مجتبی میرطهماسب، مستندساز ایرانی است.
بانوی گل سرخ نامی است برای شهین‌دخت سرلتی (صنعتی)؛ بانویی که قبل از انقلاب به منطقه لاله زار کرمان رفت و گُل را جایگزین خشخاش، و گُلاب را جایگزین تریاک کرد و به جایی رساند که گلاب زهرا سرنوشت کشاورزی یک منطقه را دگرگون کرد.
این ماجرا را از زبان همایون صنعتی زاده، همسرِ شهین دخت و سه سال پس از درگذشت او می‌شنویم. مردی که خود بنیانگذار مؤسسه انتشارات فرانکلین در ایران، چاپخانه اُفست، کاغذسازی پارس و در کل یکی از چهره‌های نادر فرهنگ، صنعت و مدیریت ایران است.
این فیلم ستایشی است از شور زندگی و ساختن در یک شرایط سخت.

## خلاصه فیلم
شهین‌دخت سرلتی (صنعتی) بانویی است که در سال‌های پیش از انقلاب اسلامی در منطقه لاله زار کرمان - که همگان به کاشت خشخاش مشغول بوده اند- به کاشت گل سرخ و گلاب‌گیری و فروش آن می‌پردازد و در نهایت چنان در رونق این کار می‌کوشد که موفق می‌شود کاشت خشخاش را متوقف نموده و گل سرخ را جایگزین آن نماید. خانم صنعتی در زمان ساخت فیلم درگذشته و شخصیت اصلی فیلم همایون صنعتی زاده، شوهر اوست. این زوج هر دو در انجام کارهایی این چنین، و پشتکار در به انجام رساندن آن سابقه‌ای درخشان دارند.
این مستند علاوه بر شخص همایون صنعتی زاده ،صحبت ها و‌خاطرات دوستان ،همراهان و همکاران همایون و شهین صنعتی را نیز در بردارد،افرادی همچون بهروز آگاه ،سباستین کوهنه،مهدی معاذاللهی ،محمد فلاح و احمد غلامی  وقنبر شادروان درباره روند شکل گیری و دستاوردهای این زوج کارآفرین سخن می گویند.

## جزییات
- ژانر: مستند
- صدا: Mono
- لوکیشن: دهستان لاله‌زار و کرمان